# اولوفسون ۸۶۹۷
سیارک ۸۶۹۷ (به انگلیسی: 8697 Olofsson، نامگذاری:1993FT23) هشت هزار و ششصد و نود و هفتمین سیارک کشف شده‌است که در ۲۱ مارس ۱۹۹۳ کشف شد.
قدر مطلق سیارک برابر ۲۸.۲ است.